# Cypraecassis wilmae
Cypraecassis wilmae là một loài ốc biển lớn, là động vật thân mềm chân bụng sống ở biển trong họ Cassidae, họ ốc kim khôi.